# EcoRV

EcoRV所能辨識並切開的序列。

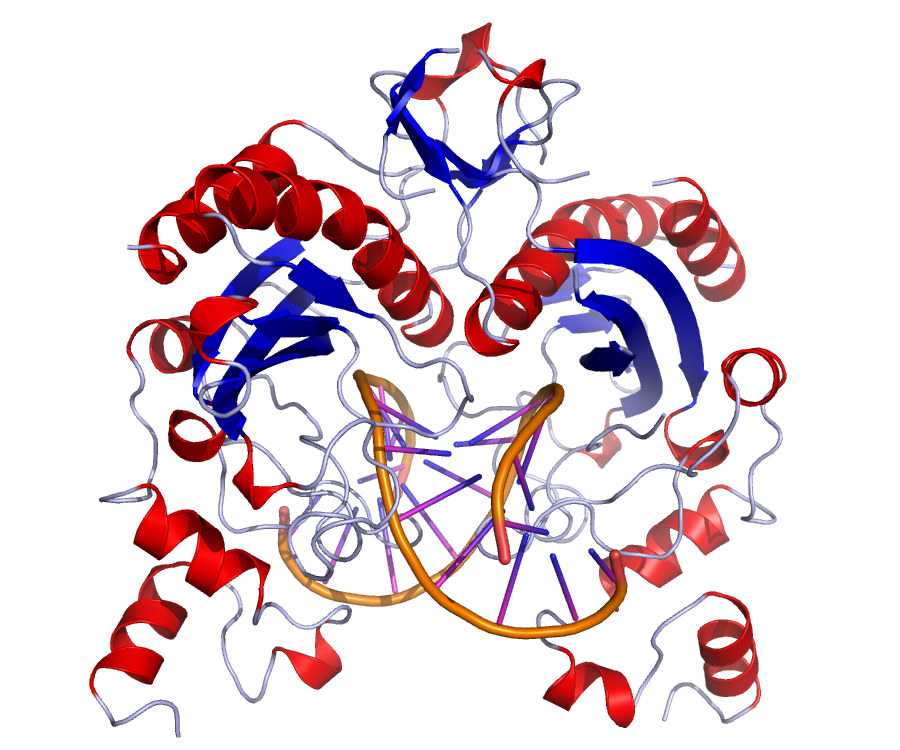
EcoRV與DNA形成的複合體。

EcoRV（V是5的意思）是一種第二型限制內切酶，來自某些特定品系的大腸桿菌（Escherichia coli），此細菌的學名也是EcoRV前三個字母的由來。
EcoRV是分子生物學與生物技術上常使用的限制酶，可辨識出一段含有6個鹼基的5'GAT|ATC-3'（|為切開的位置）DNA序列，以及互補的3'-CTA|TAG-5'，以產生平整末端的方式將此序列切開。